# Kouzelný prsten

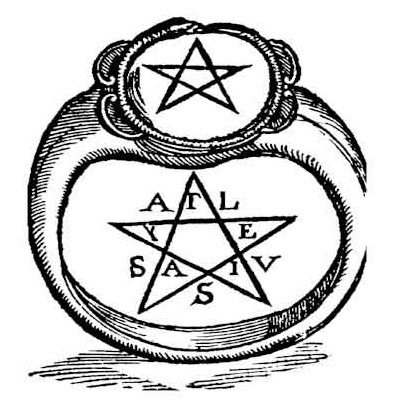
Magický prsten se znakem Wicca

Kouzelný prsten též magický prsten je většinou drahocenný, krásný či naopak podivný – formou či výzdobou neobvyklý prsten se speciálními schopnostmi. Prsten buď sám má nadpřirozené schopnosti, které uskutečňuje, nebo svému majiteli plní přání pomocí magické formule.

## Historie
Kouzelné prsteny se vyskytují od starověku až středověku v mytologiích národů celého světa. Z jejich různých bájí a pověstí byly nejčastěji odvozeny pohádky.

## Použití

### Prsteny s nadpřirozenou nebo čarovnou mocí
Tyto prsteny mají stálou – neměnnou účinnost a aktivují se jen jednoduchým nasazením. S prstenem na prstu jeho uživatelé mohou okamžitě kouzlit nebo se na nich projeví nadpřirozená vlastnost. Nadpřirozenou vlastností může být pouhá ochrana nositele před démony, živelnými pohromami, nemocemi či neštěstím, vyjádřená na prstenu pomocí viditelných (ale většinou neidentifikovatelných) znaků či začátečních písmen zaříkávací formule. Prsten tak přebírá funkci amuletu.
Mezi schopnosti uživatele patří například nesmrtelnost nebo neviditelnost (Platón popsal antický prsten pastýře Gygese). Ve středověké alchymii a démonologii se s těmito schopnostmi popisuje prsten krále Šalomouna. V moderní literatuře se vyskytují zejména jako ústřední magické předměty Pána prstenů.

### Přací prsteny
Po nasazení na prst zůstávají jen běžným šperkem. Uživatel je musí nějakým způsobem aktivovat, například otočením kolem prstu s vyslovením svého přání, nebo pronesením magické formule.